# Usteria guineensis
Usteria guineensis är en tvåhjärtbladig växtart som beskrevs av Carl Ludwig von Willdenow. Usteria guineensis ingår i släktet Usteria och familjen Loganiaceae. Inga underarter finns listade i Catalogue of Life.